# リフレ富岡

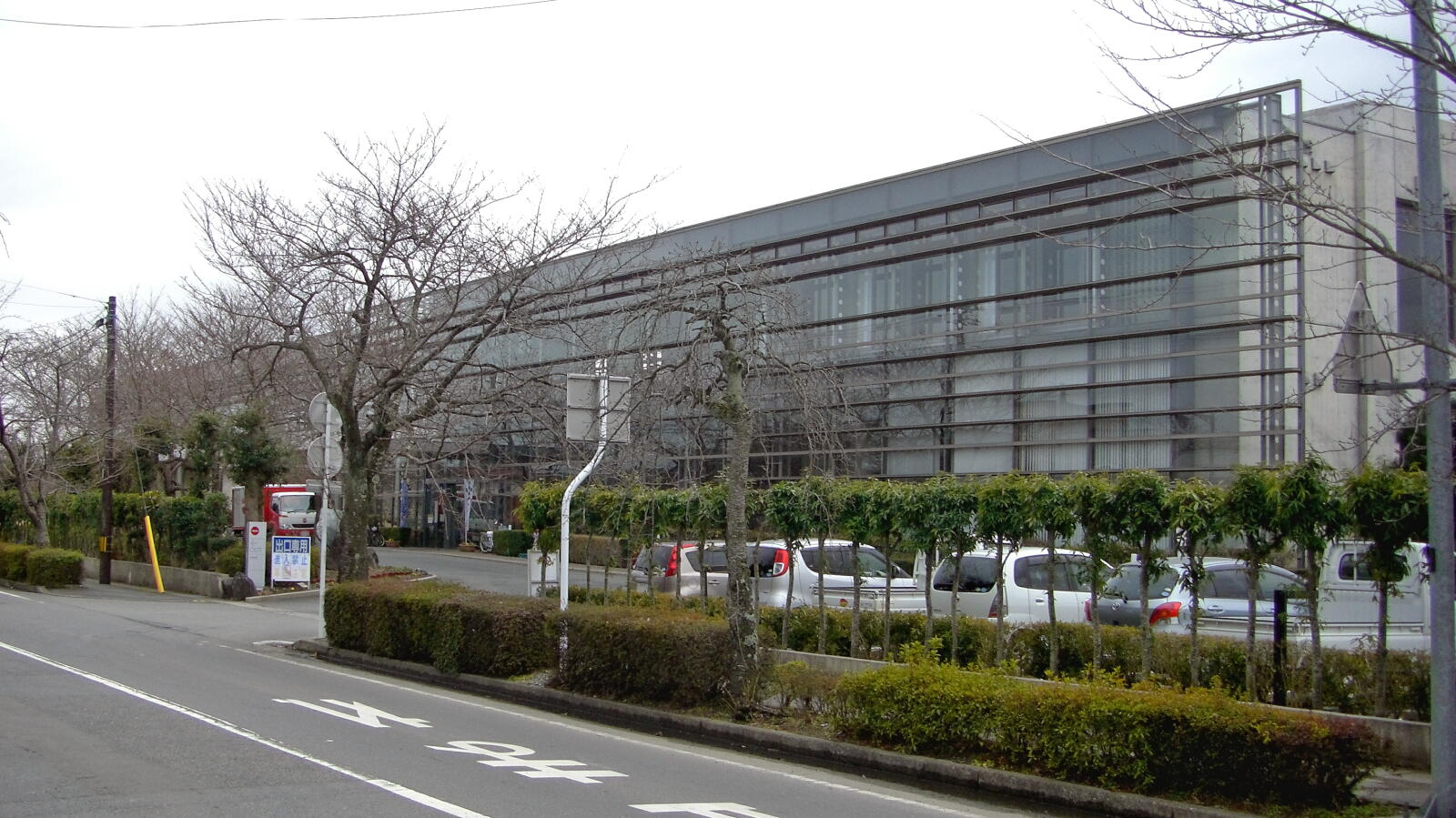
リフレ富岡

リフレ富岡（リフレとみおか）は、福島県双葉郡富岡町にあった温泉・プール・宿泊ができる一体型施設である。
福島第一原子力発電所事故の影響により、閉館・解体された。

## 施設概要
- 25mプール・ハイジアプール
- 天然温泉「さくらの湯」
- ホテル
- レストラン

## 所在地
〒979-1161　福島県双葉郡富岡町字夜の森北1丁目32-1

## 交通
- 常磐線夜ノ森駅下車徒歩3分。
- 常磐自動車道常磐富岡ICより車で5分。